# Howdenia golbachi
Howdenia golbachi är en skalbaggsart som beskrevs av Wittmer 1988. Howdenia golbachi ingår i släktet Howdenia och familjen Phengodidae. Inga underarter finns listade i Catalogue of Life.